# Гросдершау
Гросдершау (њем. Großderschau) општина је у њемачкој савезној држави Бранденбург. Једно је од 26 општинских средишта округа Хафеланд. Према процјени из 2010. у општини је живјело 527 становника. Посједује регионалну шифру (AGS) 12063112.

## Географски и демографски подаци
Гросдершау се налази у савезној држави Бранденбург у округу Хафеланд. Општина се налази на надморској висини од 27 метара. Површина општине износи 20,0 km². У самом мјесту је, према процјени из 2010. године, живјело 527 становника. Просјечна густина становништва износи 26 становника/km².